# Taisen Tanto-R Sashissu!!
 (janvier 2015).
Si vous disposez d'ouvrages ou d'articles de référence ou si vous connaissez des sites web de qualité traitant du thème abordé ici, merci de compléter l'article en donnant les références utiles à sa vérifiabilité et en les liant à la section « Notes et références ».
Taisen Tanto-R Sashissu!! (対戦タントアール サシっす!!) est un jeu vidéo développé par Sega en 1996 sur borne d'arcade. Ce jeu fait partie de la série Puzzle and Action comprenant quatre épisodes. Il est dérivé du jeu Bonanza Bros..
Il est inclus dans la compilation Sega Ages 2500 Series Vol. 6: Ichini no Tant-R to Bonanza Bros. sur PlayStation 2.

## Système de jeu
Le jeu propose une succession de mini-jeux mettant en œuvre la logique et/ou les réflexes dans une ambiance décalée.